# Jacek Kuroń
Jacek Jan Kuroń, né le 3 mars 1934 à Lwów et mort le 17 juin 2004 à Varsovie, est un militant politique et syndical polonais, et l'un des leaders de l'opposition démocratique au régime de la République populaire de Pologne. Il est aussi l'un des fondateurs du Komitet Obrony Robotników (KOR, en français : « Comité de défense des ouvriers »). Après 1989, il fut à deux reprises ministre de l'Emploi et de l'Action sociale.

## Biographie
Né dans une famille de militants du Parti socialiste polonais, Jacek Kuroń prit part aux Jeunesses socialistes (Związek Młodzieży Polskiej, ZMP). À partir de 1952, il travaille comme instructeur d'État dans le mouvement scout du ZMP et adhéra dans le même temps au Parti ouvrier unifié polonais, le parti communiste au pouvoir. 
En 1955 il mit en place le cercle Waltérien (Karol Świerczewski), qu'il dirigea jusqu'en 1961. Dans les années 1957-1964, il travailla au Bureau Principal du Scoutisme Polonais, où il eut entre autres fonctions de diriger le Département du Programme. En 1953 il devient président du ZMP à l'école Polytechnique de Varsovie. En novembre 1953, il fut écarté de cette organisation ainsi que du Parti pour cause de critique idéologique du ZMP.
À partir de 1955, il prit part aux rassemblements du Club de la Roue tordue[réf. nécessaire] (Klub Krzywego Koła).
En 1957, il finit ses études dans le domaine de l'histoire à l'université de Varsovie. En 1964, avec Karol Modzelewski, il fut l'auteur de la « Lettre ouverte au Parti », critiquant la bureaucratisation et le caractère de classe du régime au pouvoir. À sa place, il proposait une  « démocratie ouvrière » dans laquelle entre autres le référendum serait utilisé pour prendre les décisions concernant la répartition du revenu national entre investissements et consommation. Les travailleurs décideraient collectivement de la politique de planification. Il fut pour cela condamné à 3 ans de prisons en 1965, et fut libéré en 1967. En mars 1968, pendant les événements de mars 1968, il fut arrêté et condamné à 3 ans et demi de prison pour l'organisation de grèves étudiantes. En 1975, il fut l'un des instigateurs des blocages de la réforme de la Constitution de la République populaire de Pologne. Il signa le Manifeste des 59 (List 59). En septembre 1976, il fut l'un des signataires de la création du Comité de défense des ouvriers (Komitet Obrony Robotników), et il fut membre actif à partir de 1978 de l'Université Volante.
À cause de la répression, il ne put retrouver de travail dans des institutions étatiques, il devint alors formellement le secrétaire personnel de l'auteur Igor Newerly. Dans les années 1970, il publia des récits policiers. Et durant son activité d'opposant, il utilisa différents pseudonymes tels que « Maciej Gajka », « Elżbieta Grażyna Borucka », « EGB ». il participa à la fondation du comité de défense des ouvriers (Komitet Samoobrony Społecznej KOR), un comité qui obtint une amnistie pour les ouvriers grévistes de juin 1976 à Ursus et Radom, poursuivis en justice, et créa ensuite une presse clandestine influente.
En juillet-août 1980, il organisa un réseau d'information sur le mouvement gréviste. En septembre, il était le conseiller du Comité inter-entreprise de formation de Solidarność. Après la mise en place de la loi martiale, il fut interné le 13 décembre 1981, arrêté pour tentative de renversement du régime mais amnistié en 1984. Lors de son séjour en prison, en novembre 1982, sa première épouse, Grażyna (Gajka), est décédée.
En 1989, il prit part aux discussions de la Table ronde entre le gouvernement polonais et le syndicat interdit Solidarność. Dans les années 1989-1990 et 1992-1993, il fut nommé ministre du Travail et des Politiques sociales dans les gouvernements de Tadeusz Mazowiecki et de Hanna Suchocka. De 1989 à 2001, il fut membre de la Diète lors de 4 mandats pour le Comité des citoyens Solidarność, l'Union démocratique de Pologne et enfin l'Union pour la Liberté. Aux élections présidentielles de 1995, il se présenta et obtint la 3e place avec 9,2 % des voix.
En 2000, avec sa deuxième épouse Danuta, il mit en place l'université Jan Józef Lipski à Teremiski et en devint le premier recteur.
À la demande des enfants de l'Association des Amis des enfants malades « SERCE » (Cœur), il reçut l'ordre international du Sourire le 4 avril 2001 et devint le 645e Cavalier du Sourire.
Entre autres activités politiques, il dénonça les atteintes aux droits humains en Chine et au Tibet et se lia d'amitié avec le 14e Dalaï Lama. 
Son enterrement eut lieu le 26 juin 2004 au cimetière militaire de Powązki à Varsovie. Hommage lui a été rendu entre autres par le président de la République Polonaise, ses amis de différentes confessions en Pologne (catholiques, protestants, orthodoxes, bouddhistes et musulmans), lui-même étant athée. Devant son ancien appartement de la Rue Mickiewicz à Varsovie, une plaque commémorative a été apposée à son nom.

## Distinctions
- Officier de la Légion d'honneur
- Commandeur de l'ordre du Mérite de la République fédérale d'Allemagne
- Ordre de l'Aigle blanc (1998)
- Ordre Jarosław Mądrego (Ukraine)
- Chevalier de l'ordre du Grand Duc Gediminas (Lituanie)

## Ouvrages disponibles en français
- Lettre ouverte au parti ouvrier polonais, Maspero, 1969 (avec Karol Modzelewski).
- La foi et la faute, Fayard, 1991.
- Maintenant ou jamais, Fayard, 1993.